# Damaras

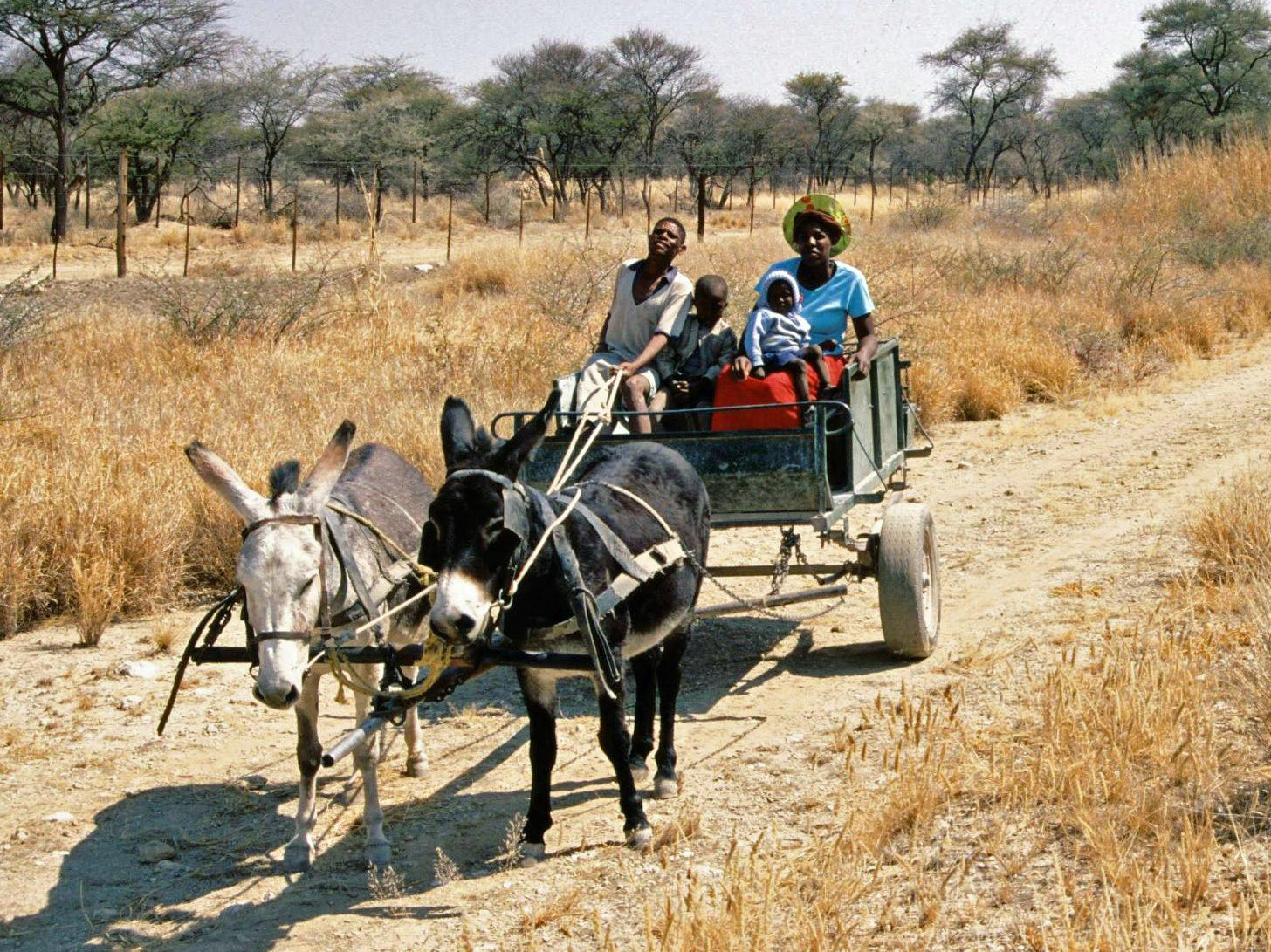
Família damara na Damaralândia.

Damara é um grupo étnico cói do centro e sul da Namíbia, que apesar de partilhar muitas características antropológicas e culturais com os povos bantos, fala uma língua aparentada com as do grupo étnico san.